# Celas (Vinhais)
Celas ist eine Gemeinde (Freguesia) im portugiesischen Kreis Vinhais. In ihr leben 189 Einwohner (Stand 19. April 2021).